# 科斯坚科矿难
2023年10月28日上午，哈萨克斯坦卡拉干达州的科斯坚科煤矿发生火灾，大火造成46名矿工死亡，寻找四名失踪矿工的工作仍在继续，18人受伤。但由于矿井中的气体污染和灭火困难等因素，找到剩余矿工生还的机会非常低。据推测，火灾是由地下沼气爆炸引起的。
哈萨克斯坦总统卡西姆若马尔特·托卡耶夫下令终止与拥有该矿的安赛乐米塔尔公司的所有投资。哈萨克斯坦宣布10月29日为全国哀悼日。

## 背景

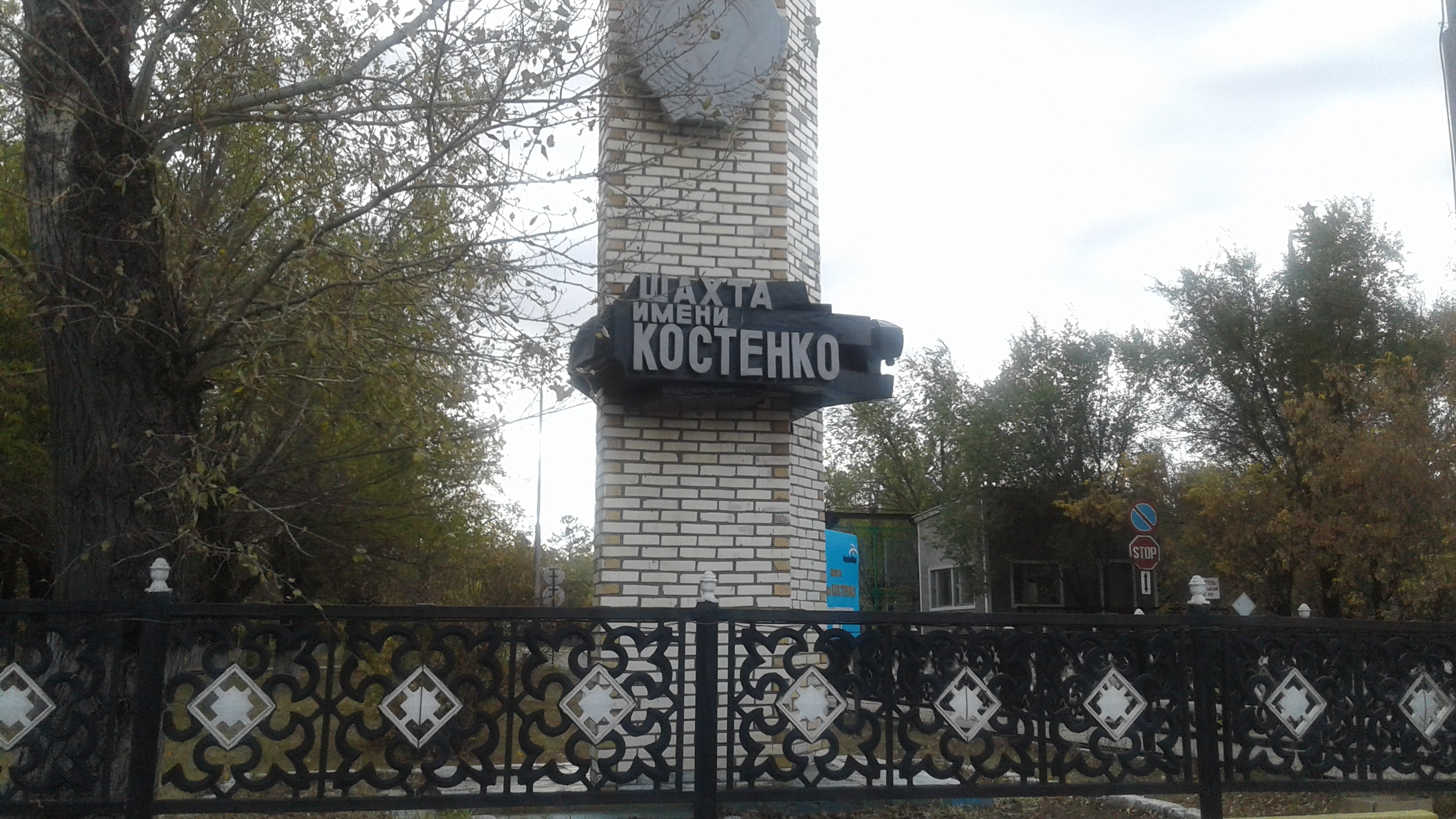
2016年的科斯坚科煤矿

科斯坚科煤矿隶属于安赛乐米塔尔特米尔陶公司，后者是总部位于卢森堡的钢铁制造公司安赛乐米塔尔的子公司。它拥有哈萨克斯坦最大的冶金厂，以及15个煤矿和铁矿。15年来，安赛米塔尔特米尔陶工厂造成100多人死亡。

## 事故

### 10月28日
上午2时33分，科斯坚科煤矿约700米深处发生火灾。事故发生时，矿井中有252人。

## 后续
哈萨克斯坦政府成立了一个委员会来确定事故原因。哈萨克斯坦总检察院根据《哈萨克斯坦刑法典》第 277 条第 3 部分（采矿或建筑工程中违反安全规则）对事故进行了刑事立案调查。托卡耶夫总统视察了矿山，并下令终止对该公司的所有投资，10月29日被宣布为全国哀悼日。